# أنيفاس
بلدية أنيفاس (بالإسبانية: Anievas)‏، هي إحدى بلديات منطقة كانتابريا, المصنفة على أنها مقاطعة أيضاً، في شمال إسبانيا.
يبلغ عدد سكانها 378 نسمة وفقاً لإحصائية سنة (2002).